# Emhætte
En emhætte er et apparat som sidder over et komfur, og anvendes til at suge mados og em (damp) ud af køkkenet, eller til at rense luften og sende den tilbage til køkkenet.
Emhætten har et kabinet af metal eller plast. I emhætten findes et filter, som filtrerer fedt og olie fra. Filtret kan have flere former.[kilde mangler] Det kan være fladt og sidde ved åbningen, eller det kan være cylindrisk og sidde i udluftningsrøret. Emhætter har enten et metal-, kul- eller (sjældnere) polyesterfilter.[kilde mangler]
Emhætter kan kategoriseres efter hvor deres luftet sendes hen:
- Recirkulationsemhætte er en emhætte der suger mados ind, renser luften og sender den tilbage i køkkenet
- Udsugningsemhætte pumper luften helt ud af køkkenet.

Recirkulationsemhætter har gerne et kulfilter.
Disse emhætte er ikke i stand til at fjerne fine stegepartikler, såkaldte PM2,5 med diameteren 0,3 til 2,5 mikrometer, i særligt stor omfang. Tværtimod sender de partiklerne ud i indeluften og også videre i boligen.
Emhætter kan også kategoriseres efter deres placering:
- Loftemhætte der skal monteres på loftet højt fra kogeområdet
- Bordemhætte er integreret i et bord ved kogeøen
- Indbygningsemhætte, også kaldet indsatsemhætte, er beregnet til at indbygges i et skab
- Wirehængt emhætte hænger i wire fra loftet. Der er ingen aftræk.
- Frithængende emhætte monteres på loftet over kogeøen.
- Væghængte emhætte monteres på væggen

Derudover 
- Udtræksemhætte har en bevægelig del der kan trækkes ud og skubbes ind så det dækker mere eller mindre  over kogeområdet.

Når emhætter bruges i storkøkkener betegnes de ofte emfang, og har et forholdsvis større volumen. Dermed fanger de først damp-skyerne eller stegeosen, og suger den dernæst ud.[kilde mangler]
Emhætter regnes til de hårde hvidevarer.
En rapport fra 2006 angav at der var cirka 2 millioner emhætter i Danmark.